# Univerzita sportovních studií v Tiraně
Univerzita sportovních studií v Tiraně je vysokoškolský institut v Albánii pro školení učitelů kondice a sportovní specialisty. Má ocenění mistra a programy PhD.
Byla založena speciálním dekretem Rady ministrů datovaný na 28. září 1960. O rok později byla přejmenována na Vojo Kushi.
Skládá se ze tří fakult:
- Přírodovědecká fakulta pohybu
- Fakulta tělesné aktivity a rekreace
- Vědecký výzkumný ústav sportu

## Kontroverze
Roku 2012 byla Univerzita zapojena do menšího skandálu v souvislosti s volbami nového rektora.